# Berga/Elster
Pour les articles homonymes, voir Berga (homonymie).
Berga/Elster (Berga-sur-Elster) est une petite ville de Thuringe (Allemagne), située dans l'arrondissement de Greiz.

## Géographie

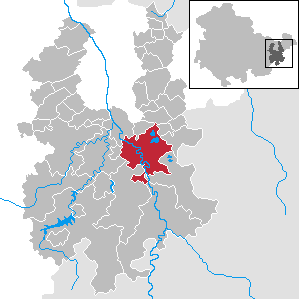
Situation de la ville (en rouge) dans l'arrondissement

Berga/Elster est située au nord de l'arrondissement sur la rive droite de l'Elster Blanche, au nord des Monts de Thuringe, à 18 km au sud de Gera et à 15 km au nord de Greiz, le chef-lieu de l'arrondissement.
La commune est composée de la ville de Berga et des treize villages suivants : Tschirma, Untergeißendorf, Obergeißendorf, Kleinkundorf, Eula, Albersdorf, Markensdorf, Wolfersdorf, Wernsdorf, Großdraxdorf, Clocha, Zickra et Dittersdorf.
Communes limitrophes (en commençant par le nord et dans le sens des aiguilles d'une montre) : Wünschendorf-sur-Elster, Endschütz, Linda b. Weida, Gauern, Seelingstädt, Mohlsdorf-Teichwolframsdorf, Neumühle/Elster, Wildetaube, Hohenölsen et Teichwitz.

## Histoire
Berga a sans doute été fondée lors de la colonisation de la vallée de l'Elster au début du XIIIe siècle et un château très vite édifié sur un éperon rocheux pour contrôler le passage de la rivière. En 1225, des chevaliers de Lobdeburg sont mentionnés.
La première mention écrite de Berga date de 1306 en raison des moulins qui y fonctionnent. Elle devient possession des baillis de Weida au milieu du XIVe siècle. Elle est mentionnée en tant que ville en 1378, elle passe ensuite sous la domination de la maison de Wettin. Berga fera par la suite partie du Grand-duché de Saxe-Weimar-Eisenach (cercle de Neustadt).
Pendant la Seconde Guerre mondiale, des installations militaires souterraines (composées de 17 tunnels) y sont creusées par des travailleurs forcés (120), des déportés de Buchenwald (entre 1 200 et 1 500) et des prisonniers de guerre (500). Ils sont des centaines à périr dans des conditions terribles (dont 73 prisonniers de guerre américains sur les 326 emprisonnés), en dépit des conventions de Genève. Un des soldats américain prisonnier, Tony Acevedo écrit un journal durant cette période, qui constitue un témoignage précieux.
Le camp de Berga était sous l'autorité d'un sergent du nom d'Erwin Metz, responsable des conditions inhumaines et qui ordonna ultérieurement la marche de la mort des prisonniers à la fin de la guerre. Quand les forces alliées se rapprochèrent, Metz déserta son poste et tenta de s'échapper à bicyclette, de peur d'être capturé avec les derniers prisonniers de Berga et d'avoir à répondre de ses crimes de guerre. Toutefois, il fut capturé quelques jours après la libération des prisonniers par les forces américaines. Soupçonné d'être impliqué dans la mort de 73 prisonniers de guerre américains, il fut condamné à mort uniquement pour avoir tué le 14 mars 1945 un prisonnier de guerre américain, le soldat Morton Goldstein (Batterie C, 590e régiment d'artillerie de campagne, 106e Division US). Cependant, en raison du climat politique américain et des priorités changeantes du Département américain de la Guerre pour défendre l'Europe occidentale contre les Soviétiques avant la guerre froide, de nombreuses condamnations de criminels de guerre allemands furent commuées en échange de renseignements que les alliés occidentaux croyaient utiles contre les Soviétiques. Ainsi, Metz a été d'abord condamné à mort par pendaison, puis sa peine a été commuée prison à perpétuité, puis en vingt ans d'emprisonnement, mais finalement il n'a purgé que neuf ans avant d'être libéré en Allemagne, totalement libre.
En 1945, Berga est incluse dans la zone d'occupation soviétique, puis dans le district de Gera de la RDA.
En 1991, la commune de Geißendorf (Ober et Unter) est incorporée au territoire de Berga, puis, en 1994, Tschirma, Wolfdersdorf et Clocha. De 2008 à 2011, Berga a rempli les fonctions administratives pour les communes de Mohlsdorf et Teichwolframsdorf.

## Démographie
Ville de Berga seule :
| 1885 | 1910  | 1925  | 1933  | 1939  |
| ---- | ----- | ----- | ----- | ----- |
| 982  | 1 515 | 1 708 | 1 917 | 2 002 |

Commune de Berga dans ses dimensions actuelles :
| 1910  | 1933  | 1939  | 1995  | 2000  | 2005  | 2010  |
| ----- | ----- | ----- | ----- | ----- | ----- | ----- |
| 3 598 | 4 092 | 3 990 | 4 263 | 4 068 | 3 830 | 3 539 |

## Politique
Aux élections municipales du 7 juin 2009, les résultats obtenus ont été les suivants :
| Parti     | Nombre de conseillers | Pourcentage de voix |
| --------- | --------------------- | ------------------- |
| FWG       | 7                     | 42,5 %              |
| CDU       | 4                     | 25,3 %              |
| SPD       | 3                     | 18,7 %              |
| Die Linke | 2                     | 15,6 %              |

## Monuments
L'ancien château de Berga est situé sur une crête dominant la ville. Il fut construit au XVIe siècle et utilisant les restes du premier château des XII et XIV siècles, puis agrandi au XVIIIe siècle (porte d'entrée, hall, chapelle). Il a appartenu à l'illustre famille des Watzdorf qui occupèrent de nombreux postes de responsabilités auprès des cours saxonnes de 1592 à 1870. Il connut ensuite plusieurs propriétaires successifs jusqu'à l'expropriation de 1975. peu entretenu ensuite, il est de nos jours en partie ruiné.

## Économie
Berga a été jusqu'en 1990 un centre important des tissages de soie artificielle : société Ernst Engländer AG (860 ouvriers en 1932), puis combinat nationalisé VEB Greika. L'usine est aujourd'hui abandonnée.

## Communications
Berga est située sur la route nationale N175 Großebersdorf-Weida-Berga-Werdau-Zwickau. La L2336 se dirige au nord vers Wolfersdorf, Linda b. Weida et Rückersdorf.
La ville est desservie par la ligne de chemin de fer de l'Elsterbahn Gera-Greiz-Plauen-Weischlitz.

## Jumelages
- Gauchy (France) depuis 1962
- Aarbergen (Allemagne)
- Mýto (Tchéquie)
- Sobótka (Pologne)